# ترس از زندگی
ترس از زندگی (به فرانسوی: La Peur de vivre) نام یک کتاب ادبی است که توسط آنری بردو، نویسندهٔ اهل فرانسه نوشته شده‌است. این کتاب یکی از آثار مشهور ادبی جهان است.